# Nerik

Nerik (Hettitisch: Nerikka) was een stad in de bronstijd ten noorden van de Hettitische hoofdsteden Hattusa en Sapinuwa. De Hettieten zagen het als een heilige plaats, gewijd aan de stormgod die de zoon was van Wurusemu, zonnegodin van Arinna. De weergod wordt geassocieerd of geïdentificeerd met de Zaliyanuberg nabij Nerik, verantwoordelijk voor het brengen van regen naar de stad.
Nerik werd gesticht als Narak in het Hattisch, zoals blijkt uit tablet CTH 737 uit de archieven van Hattusa. Deze toont een Hattische spreuk voor een festival aldaar. Onder Hattusili I namen de Hettieten Nerik over. Zij handhaafden het lentefestival genaamd "Puruli" ter ere van de stormgod. De deelnemers reciteerden de mythe van het doden van Illuyanka.
Onder Hantili I werd Nerik verwoest en de Hettieten verplaatsten het Puruli festival naar Hattusa. Tijdens de heerschappij van Tudhaliya I werd de locatie van Nerik bezet door de barbaarse Kaskiërs.
Tijdens het bewind van Muwatalli II veroverde zijn broer en gouverneur Hattusili III Nerik en herbouwde het als de Hoge Priester. Ter viering hiervan noemde Hattusili zijn eerstegeborene zoon Nerikkaili (ook al werd deze overgeslagen voor de opvolging). Toen Muwatalli's zoon Mursili III koning werd gaf hij na zeven jaar Nerik aan een andere gouverneur. Hattusili rebelleerde en werd zelf koning.
Nerik verdween uit de geschriften toen het Hettitische koninkrijk viel, rond 1200 v.Chr.

## Mogelijke opgravingen
In 2005 begonnen Rainer M. Czichon en Jörg Klinger van de Freie Universität Berlin met opgravingen bij Oymaağaç Höyük, "op de oostelijke zijde van Kızılırmak, 7 km noordwestelijk van Vezirköprü" (coördinaten 41° 12' 25" NB, 35° 25' 12" OL). Tot dusverre is dit de meest noordelijke plaats in Anatolië met Hettitische overblijfselen - inclusief "drie fragmenten van tabletten en een bulla met de stempel van de schriftgeleerde Sarini". Geen eenduidige identificatie is tot nu toe gepubliceerd, maar de naam van hun website (www.nerik.de) toont hun vertrouwen.